# Hèze
Hèze est un hameau de Grez-Doiceau, commune francophone de Belgique, située en Région wallonne dans la province du Brabant-Wallon.